# Modou Barrow
Modou Secka Barrow, né le 13 octobre 1992 à Banjul, est un footballeur international gambien évoluant au poste d'ailier au Incheon United. Il est nommé meilleur joueur gambien en 2013, 2015, 2016 et 2017.
Barrow est le neveu d'Adama Barrow, président de la Gambie. Il possède la nationalité suédoise. En 2014, Barrow est nommé vice-capitaine de la sélection gambienne.

## Biographie
Depuis le 30 août 2014, il joue en Barclays Premier League à Swansea City.
Le 10 août 2015 il est prêté à Blackburn Rovers. Le 31 janvier 2017, il est prêté à Leeds United.
Le 3 août 2017, il rejoint Reading.
Le 20 juillet 2020, il rejoint Jeonbuk Hyundai Motors FC.
Le 16 janvier 2023, il rejoint Al Ahly Saudi FC.